# Goodman (Misisipi)
Goodman es un pueblo del Condado de Holmes, Misisipi, Estados Unidos. Según el censo de 2000 tenía una población de 1.252 habitantes y una densidad de población de 589.5 hab/km².

## Demografía
Según el censo de 2000, había 1.252 personas, 280 hogares y 206 familias residiendo en la localidad. La densidad de población era de 589,5 hab./km². Había 303 viviendas con una densidad media de 142,7 viviendas/km². El 33,23% de los habitantes eran blancos, el 65,81% afroamericanos, el 0,16% amerindios y el 0,80% pertenecía a dos o más razas. El 0,64% de la población eran hispanos o latinos de cualquier raza.
Según el censo, de los 280 hogares en el 42,1% había menores de 18 años, el 36,4% pertenecía a parejas casadas, el 32,9% tenía a una mujer como cabeza de familia y el 26,4% no eran familias. El 25,7% de los hogares estaba compuesto por un único individuo y el 9,6% pertenecía a alguien mayor de 65 años viviendo solo. El tamaño promedio de los hogares era de 2,96 personas y el de las familias de 3,58.
La población estaba distribuida en un 25,9% de habitantes menores de 18 años, un 39,0% entre 18 y 24 años, un 18,1% de 25 a 44, un 10,1% de 45 a 64 y un 6,9% de 65 años o mayores. La media de edad era 20 años. Por cada 100 mujeres había 103,6 hombres. Por cada 100 mujeres de 18 años o más, había 93,3 hombres.
Los ingresos medios por hogar en la localidad eran de 13.929 dólares ($) y los ingresos medios por familia eran 14.643 $. Los hombres tenían unos ingresos medios de 30.000 $ frente a los 17.500 $ para las mujeres. La renta per cápita para la ciudad era de 8.359 $. El 45,6% de la población y el 49,0% de las familias estaban por debajo del umbral de pobreza. El 63,0% de los menores de 18 años y el 35,9% de los habitantes de 65 años o más vivían por debajo del umbral de pobreza.

## Geografía
Según la Oficina del Censo de los Estados Unidos, la localidad tiene un área total de 2,1 km², todos ellos correspondientes a tierra firme.